# Kovačec
Kovačec je 562. najbolj pogost priimek v Sloveniji, ki ga je po podatkih Statističnega urada Republike Slovenije na dan 1. januarja 2010 uporabljalo 524 oseb.

## Znani nosilci priimka
- August Kovačec (*1938), hrvaški jezikoslovec-romanist in leksikograf
- Franček Kovačec (1910—1983), strojnik, konstruktor in univerzitetni profesor
- Gaja Kovačec, atletinja
- Iztok Kovačec (*1980), kolesar
- Janko Kovačec (1922—2005), gradbenik, hidrotehnik
- Jožica Wagner Kovačec (*1965), zdravnica anesteziologinja
- Ksenija Kovačec Naglič, mag. znanosti, matematičarka, informatičarka - register nepremične kulturne dediščine